# Abația Igriș

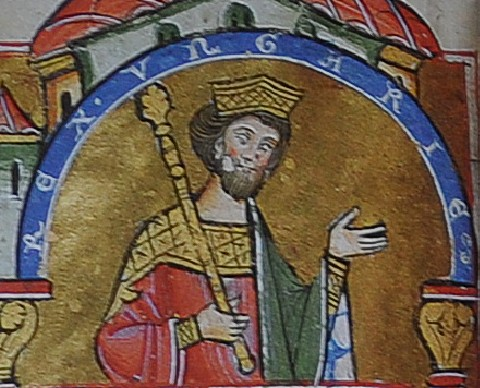
Regele Andrei al II-lea

Abația Igriș a fost o mănăstire de călugări cistercieni, ce a funcționat în Evul Mediu în Regatul Ungariei, pe teritoriul de astăzi al comunei Sânpetru din județul Timiș. Abația a fost întemeiată de călugării de la Pontigny, Franța, în anul 1179. 
În catalogul Janauschek are numărul de ordine 453.
Biblioteca acestei mănăstiri a fost prima bibliotecă atestată documentar pe teritoriul actual al României. Mănăstirea a fost distrusă la invazia tătară din 1241 și reconstruită ulterior, apoi ruinată în timpul ocupației otomane. Urmele mănăstirii au fost identificate în partea de vest a localității Igriș.

## Istoric

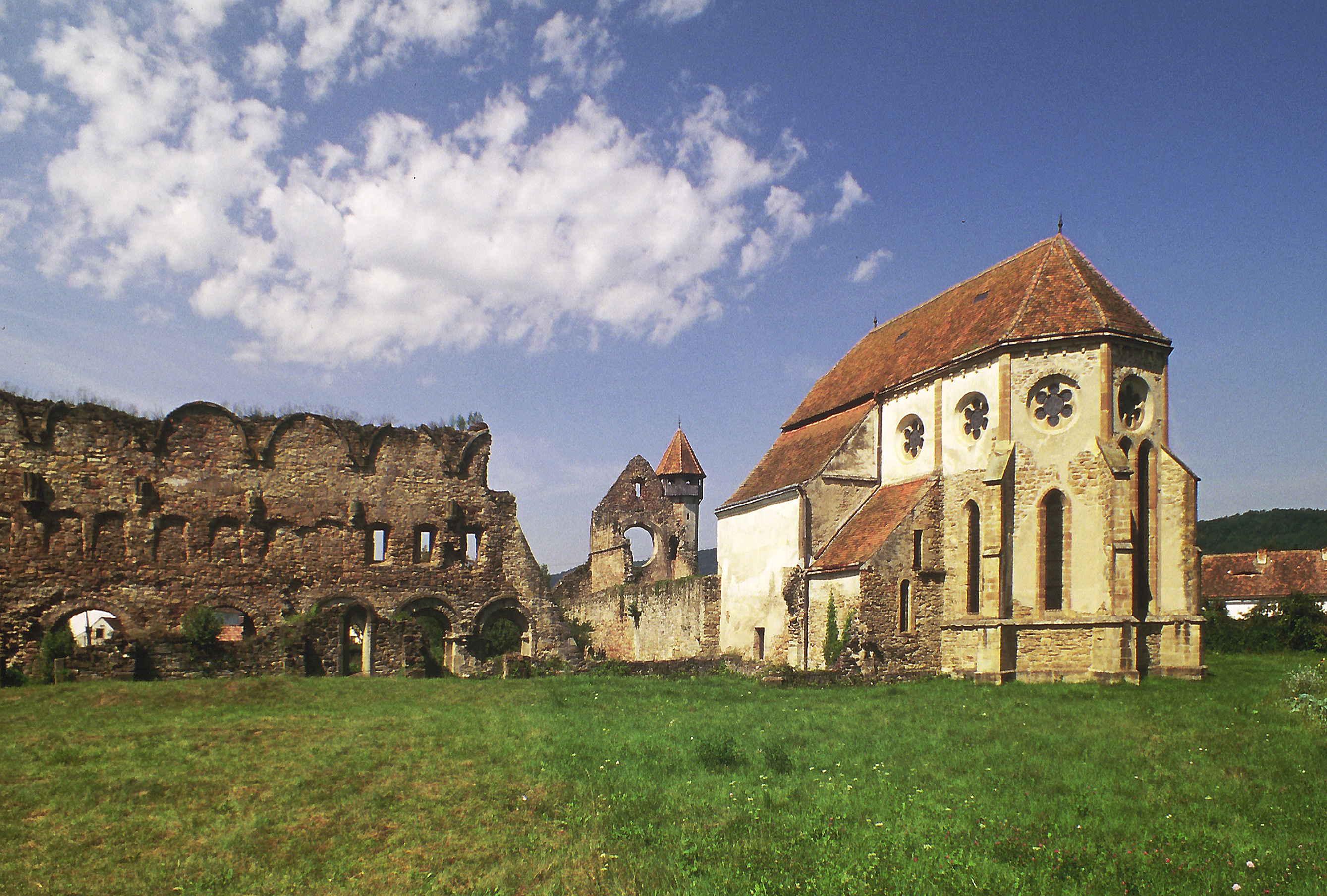
Mănăstirea Cârța, prima filie a Mănăstirii Igriș

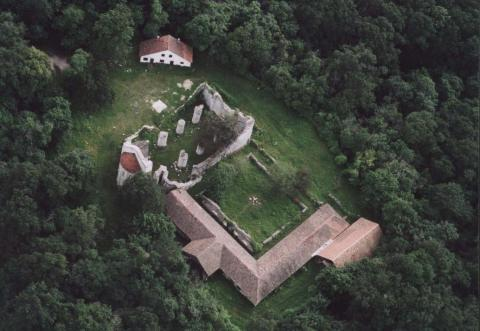
Mănăstirea Sf. Cruce din Vértes
(vezi Abația Vérteskeresztúr),
a doua filie a Mănăstirii Igriș

În timpul domniei lui Géza al II-lea a fost înființată în Ungaria Abația Cikádor, apoi în anul 1179, Ana de Châtillon, prima soție a regelui Béla al III-lea al Ungariei, originară din Franța, a ctitorit abația de la Igriș. Mănăstirea a fost întemeiată ca abație-filie a mănăstirii călugărilor cistercieni de la Pontigny, fiind locuită inițial de călugări veniți tot din Franța. Numele maghiar atribuit mănăstirii și ulterior localității este derivat de la eg, „cer, rai” și res, „deschizătură, breșă”, cu înțelesul de „Poarta Cerului” sau „Poarta Raiului”. Prin etimologie populară a fost pus în legătură cu cuvântul agrișă.
Aici s-a aflat nucleul primei biblioteci propriu-zise de pe teritoriul actual al României.
În anul 1202 călugării de la Igriș au înființat propria lor abație-filie, Abația Cârța, în Țara Făgărașului, în apropiere de Sibiu. Din 1214, timp de un secol, Abația Vérteskeresztúr din Ungaria a fost filială a abației din Igriș.
Abația Zam, o altă filie a abației Igriș, a funcționat între 1214 și 1784.
Mănăstirea Igriș a devenit locul de înmormântare al regelui Andrei al II-lea al Ungariei, fiul regelui Béla al III-lea și al Anei de Châtillon, ctitorii mănăstirii, precum și al soției sale, Yolanda de Courtenay, fiică a împăratului latin al Constantinopolului, Pierre d'Auxerre, decedată în 1233.
În 1241, odată cu marea invazie tătară, așezământul monahal de la Igriș a fost asediat și distrus, iar biserica și mormintele regale au fost profanate. Distrugerea mănăstirii a fost descrisă de călugărul italian Rogerius, canonic al Diecezei de Oradea.
„XXXII: De destructione Nove-uille et monasterii de Egres. Uersus Orodinum et Chandinum procedere inceperunt, in medio eorum, Noua-uilli dimissa, nomen cuius Pereg fuerat, in qua homines septuaginta uillarum fuerant congregati, et dimisso monasterio Egres Cisterciensis ordinis, in quod tanquam munitum castrum se milites et multe domine receperant. Nec Tartari loca illa aggredi uoluerunt, quousque circumcirca esset terra totaliter desolata. (...) Tantem post paucos dies, dictum claustrum seu monasterium Egres obsederunt, et appositis eidem multis machinis, cum in ipso existentes nequirent resistere, ad manus et fidem ipsorum se, ut uita potirentur, reddiderunt.”—Magister Rogerius, Carmen miserabile.
„XXXII: Despre distrugerea așezării Nova și a mănăstirii Igrișului. Înspre Arad și Cenad au început să se îndrepte și au lăsat în urmă Nova Villa, al cărui nume fusese Pereg, în care erau adunați oameni din șaptezeci de sate. Au lăsat în urmă și mănăstirea Igriș a ordinului cistercienilor, în care se strânseseră ca într-o fortăreață întărită soldați și multe doamne. Tătarii nu au vrut să atace locurile acelea până când țara din jur nu fusese complet prădată. (...) După câteva zile au asediat numitul cloașter sau mănăstire a Igrișului, așezând în față multe mașini de război, așa încât cei aflați înăuntru să nu poată rezista și să se predea în mâinile și paza lor, ca să-și păstreze viața.”—Magistrul Rogerius, Carmen miserabile.
În 1241, marea invazie tătară a forțat numeroase familii din satele din împrejurimi să se refugieze în abație, dar invadatorii au masacrat întrega populație.

La scurt timp după aceea, după anul 1247, mănăstirea a fost refăcută cu sprijin regal, însă a fost din nou ruinată în timpul răscoalei cumanilor din 1279 - 1283.
În anul 1357 avea doar șase călugări. Abatele Martin de la Igriș, într-o scrisoare adresată papei în 8 noiembrie 1499, arăta declinul și lipsurile materiale ale mănăstirii. Abația a fost închisă în 1500.
Imperiul Otoman a ocupat zona în anul 1551. Abația a fost distrusă de otomani în 1526. Probabil că administrația otomană a dispus dărâmarea preventivă a mănăstirii, pentru a nu mai putea fi utilizată ca loc întărit, în caz de război. Satul Igriș s-a pustiit în secolul al XVII-lea.
Ruinele mănăstirii pot fi văzute în apropiere de comuna Igriș din județul Timiș, în punctul Săliște (Kemenche) situat la cca. 9 km nord-vest de satul Igriș, fiind acoperite parțial de digul de protecție al Mureșului și de incinta Cantonului 4 al Companiei Apele Române.

## Biblioteca
În biblioteca abației se găseau lucrări ale unor autori clasici din Antichitate, precum Cicero, Seneca, Suetonius și Quintilian, dar și cărți ale unor autori medievali ca Grigore de Nazianz, Anselm de Canterbury, Yves de Chartres.

## Arheologie
La începutul secolului al XIX-lea se găseau deasupra ruinelor instalațiile unui joagăr. Ulterior a fost ridicată acolo noua primărie și biserica ortodoxă (1819), care au fost construite cu spolii ale mănăstirii.  Recent, sub ruinele cisterciene s-au găsit ruinele unei biserici și mai vechi construită, după părerea arheologilor, în secolul al XI-lea sau poate chiar al X-lea. 